# Pogotowie ratunkowe
Pogotowie ratunkowe – rodzaj jednostki systemu opieki zdrowotnej, stanowiącej mobilną jednostkę ratownictwa medycznego, udzielającą na określonym obszarze świadczeń opieki zdrowotnej w zakresie medycznych czynności ratunkowych prowadzonych w miejscu zdarzenia u osób, u których doszło do uszkodzenia ciała lub wystąpienia objawów nagłego pogorszenia stanu zdrowia, o znamionach zagrożenia życia.

## Polska
Zgodnie z ustawą z 2006 r. jednostka nazywa się zespółem ratownictwa medycznego (ZRM). 
Dawniejsze pojęcie pogotowie ratunkowe,  spotykane niekiedy nadal w nazwach niektórych podmiotów leczniczych utrzymujących zespoły ratownictwa medycznego (prowadzące medyczne czynności ratunkowe), stało się nieprecyzyjne, jako że oprócz tego bywa używane także przez podmioty ratownicze utrzymujące specjalistyczne grupy ratownicze (prowadzące działania poszukiwawczo-ratownicze, np. GOPR, TOPR i WOPR).
W Polsce zespoły ratownictwa medycznego działają w ramach systemu Państwowego Ratownictwa Medycznego.